# Wełyka Ołeksandriwka (obwód kijowski)
Wełyka Ołeksandriwka (ukr. Велика Олександрівка) – wieś na Ukrainie, w obwodzie kijowskim, w rejonie boryspolskim, w prystołycznej hromadzie wiejskiej. W 2001 liczyła 2223 mieszkańców, wśród których 2058 wskazało jako ojczysty język ukraiński, 147 rosyjski, 5 białoruski, 5 ormiański, a 8 inny.